# Human-centered design
Da non confondere con la progettazione centrata sull'utente.
Human-centered design, abbreviato in HCD, in italiano design antropocentrico, è un approccio alla risoluzione dei problemi, comunemente utilizzato nei quadri di progettazione e gestione che sviluppa soluzioni ai problemi coinvolgendo la prospettiva umana in tutte le fasi del processo di problem-solving. Il coinvolgimento umano avviene tipicamente nell'osservazione del problema all'interno del contesto, nel brainstorming, nella concettualizzazione, nello sviluppo e nell'implementazione della soluzione.
"Il design centrato sull'uomo è un approccio allo sviluppo di sistemi interattivi che mira a rendere i sistemi utilizzabili e utili concentrandosi sugli utenti, sui loro bisogni e requisiti e applicando fattori umani/ergonomia e conoscenze e tecniche di usabilità. Questo approccio migliora l'efficacia e l'efficienza, migliora il benessere umano, la soddisfazione degli utenti, l'accessibilità e la sostenibilità; e contrasta i possibili effetti negativi dell'uso sulla salute umana, la sicurezza e le prestazioni." ISO 9241-210:2019 (E)
La progettazione centrata sull'uomo si basa sulla ricerca di azione partecipativa andando oltre il coinvolgimento dei partecipanti e producendo soluzioni ai problemi piuttosto che documentarli unicamente. Le fasi iniziali di solito ruotano attorno all'immersione, all'osservazione e all'inquadramento contestuale in cui gli innovatori si immergono nel problema e nella comunità. Le fasi successive possono quindi concentrarsi sul brainstorming della comunità, sulla modellazione e sulla prototipazione e sull'implementazione negli spazi della comunità. Inoltre, il design incentrato sull'uomo si concentra tipicamente sull'integrazione di tecnologia o altri strumenti utili al fine di alleviare i problemi, specialmente intorno a questioni di salute. Una volta che la soluzione è integrata, la progettazione incentrata sull'uomo di solito utilizza scale di usabilità del sistema e feedback della comunità per determinare il successo della soluzione.

## Principi dellohuman-centered design
Lo standard ISO, nella sua versione 2019, elenca sei principi che compongono il design centrato sulle persone:
1. Il design si basa su una comprensione esplicita di utenti, utilizzo e ambiente: gli sviluppatori devono comprendere non solo gli utenti, ma anche cosa, come e perché vogliono utilizzare il prodotto e in quale ambiente questo verrà utilizzato.
2. Gli utenti sono coinvolti durante l'intera fase di progettazione e sviluppo: i potenziali utenti sono costantemente coinvolti nel processo di sviluppo del prodotto. Invece di sottoporre agli utenti un'idea e un prototipo da valutare, le loro esigenze devono essere esplorate e integrate direttamente nella progettazione del prodotto. Gli studi sul campo (osservazioni) all'inizio del progetto e i test utente dopo il completamento di una prima versione del prodotto possono servire a questo scopo.
3. Il design è guidato e migliorato in base a una valutazione centrata sull'utente: questo principio sottolinea come i test degli utenti non devono essere svolti solo alla fine del processo di sviluppo, ma devono essere parte integrante dello sviluppo del prodotto. È necessario avere il feedback degli utenti già quando si hanno bozze scritte o modelli di base.
4. Il processo è iterativo: in molti casi gli utenti stessi non sono in grado di formulare chiaramente ciò di cui hanno bisogno e quale prodotto immaginano. Piuttosto, la soluzione ottimale deve emergere attraverso cicli di feedback e dal dialogo. L'ideale, per rispettare questo principio, sono i metodi agili.
5. Il design tiene conto dell'intera user experience: in passato, l'esperienza dell'utente era spesso associata a un'usabilità intuitiva, ma una buona user experience implica altro. L'obiettivo dovrebbe essere una user experience il più semplice e piacevole possibile, creare emozioni positive e far sì che l'utente abbia voglia di continuare a utilizzare il prodotto in questione.
6. Il team di progettazione ha competenze e prospettive multidisciplinari: i team di sviluppo dovrebbero essere composti da esperti di varie discipline. Solo quando grafici, copywriter, programmatori ed esperti di usabilità si uniscono e danno la loro prospettiva, è possibile individuare eventuali lacune e il design centrato sulle persone ha successo.

## Le quattro fasi del processo di sviluppo
Lo human-centered design prevede quattro attività o fasi che strutturano il processo di sviluppo:
1. Comprendere e descrivere il contesto di utilizzo
2. Definire i requisiti di utilizzo
3. Progettare le soluzioni di design
4. Testare e valutare le soluzioni

## Differenze tra designhuman-centeredeuser-centered
I due termini sono ampiamente usati sostituendosi a vicenda in contesti diversi e percepiti come uguali. La differenza tra i due è davvero minima e sfocata che è facile non notarla affatto.
Si può supporre che lo human-centered design sia il processo di progettazione basato su caratteristiche naturali e peculiari della psicologia e della percezione umana.
Lo user-centered design (tradotta come "progettazione centrata sull'utente"), invece, è una versione più mirata e concisa del design centrato sull'uomo, con un'analisi più approfondita del pubblico di destinazione. Si concentra non solo sulle caratteristiche umane e sulla percezione in generale, ma anche su tratti e caratteristiche specifici degli utenti target per rendere il potenziale di risoluzione dei problemi il più alto possibile dal punto di vista degli utenti di un determinato prodotto o servizio. 
Su questa base, il designer effettua ricerche più approfondite su preferenze e peculiarità, aspetti speciali delle interazioni, specificando idee generali centrate sull'uomo con dettagli importanti delle preferenze del pubblico di destinazione, tratti di percezione emotiva e fisica, nonché livelli di consapevolezza della tecnologia e tonnellate di altri fattori. 
Quindi, si può dire che il design centrato sull'uomo è il primo passo obbligato per rendere applicabile il prodotto, mentre la soluzione centrata sull'utente è il passo successivo da concentrare sui disagi e bisogni di una specifica categoria di utenti.

## Critiche
Lo human-centered design è stato sia lodato che criticato per la sua capacità di risolvere attivamente i problemi con le comunità colpite. Le critiche includono l'incapacità del design incentrato sull'uomo di spingere i confini della tecnologia disponibile adattandosi esclusivamente alle esigenze delle soluzioni attuali, piuttosto che concentrarsi su possibili soluzioni future. Inoltre, il design centrato sull'uomo spesso considera il contesto, ma non offre approcci su misura per gruppi di persone molto specifici. La nuova ricerca sugli approcci innovativi include la progettazione della salute incentrata sui giovani, che si concentra sulla giovinezza come aspetto centrale con particolari esigenze e limitazioni non sempre affrontate con questo tipo di approccio.
Sebbene gli utenti siano molto importanti per alcuni tipi di innovazione (vale a dire l'innovazione incrementale), concentrarsi troppo sull'utente può portare a produrre un prodotto o un servizio obsoleto o non più necessario. Questo perché le intuizioni che ottieni studiando l'utente oggi sono intuizioni relative agli utenti di oggi e all'ambiente in cui vive oggi. Se la tua soluzione sarà disponibile solo tra due o tre anni, il tuo utente potrebbe aver sviluppato nuove preferenze, desideri ed esigenze per allora.

## Standard internazionali
- ISO 13407:1999 Human-centred design processes for interactive systems - Now Withdrawn
- ISO 9241-210:2010 Ergonomics of human-system interaction -- Part 210: Human-centred design for interactive systems - Now Withdrawn
- ISO 9241-210:2019 Ergonomics of human-system interaction -- Part 210: Human-centred design for interactive systems - UPDATED 2019